# バタースコッチ

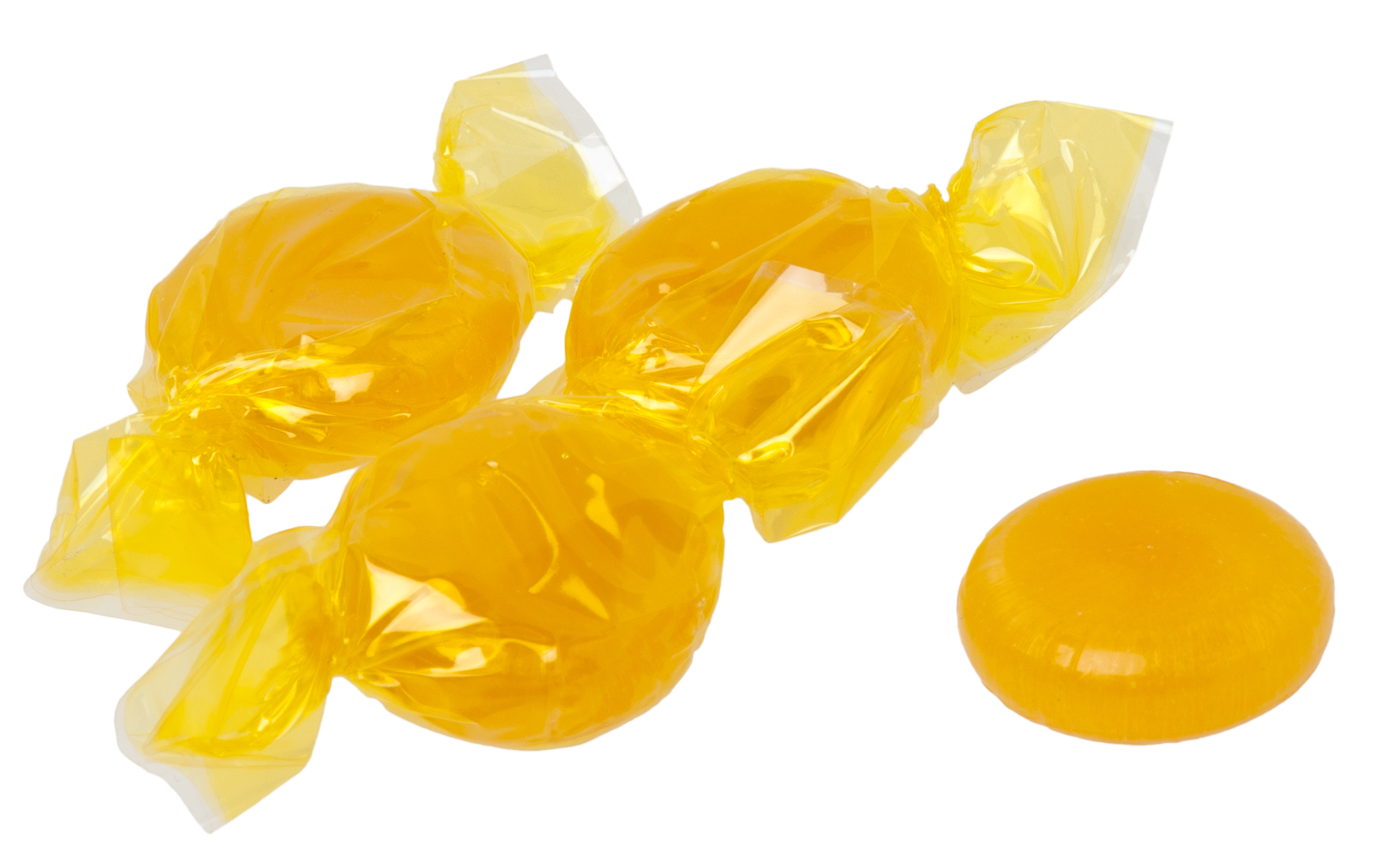
バタースコッチ・キャンディー

バタースコッチ（バタースカッチとも、英: butterscotch）は、主に赤砂糖とバターを材料とする菓子の一種。他の材料としては、コーンシロップ、クリーム、バニラ、塩なども一般的。よく似た材料で作られるものに、トフィーがある。 バタースコッチソースはアイスクリーム（特にサンデー）のシロップとしてしばしば使われる。例えば、「バタースコッチ・プリン」のように、実際のバタースコッチを含まなくても、赤砂糖とバターを含む場合、食品名には「バタースコッチ」の語がよく使われる。
バタースコッチはデザートにかけるソースやプリン、ビスケットなど、味付けによく用いられる。そういった目的で、チョコレートチップを焼いて使うのと同じく、水素化した硬い油脂で作ったバタースコッチ・チップの形で手に入れることが出来る。また、個々を紙で包んだ、人工的にバタースコッチの風味をつけた半透明の黄色の固いキャンディもあるが、実際のバタースコッチとは異なっている。

## 歴史
名前の由来やその起源には諸説ある。バタースコッチは固める前に細かく切り刻まなければならないので、「スコッチ（scotch）」には「切り刻む」という意味があるという説がある。同じく、「スコッチ」が「焦がす」という意味の「scorch」に由来するとする説もある。
1817年にイングランドのドンカスターでサミュエル・パーキンソン（Samuel Parkinson）がバタースコッチの製造を開始した時に、この語が初めて用いられたとされる。パーキンソンのバタースコッチは国家の承認を得て、1977年の製造終了に至るまで、ドンカスターの名産品の一つであり続けた。その後の2003年には、ドンカスターのある会社員とその妻が彼らの冷蔵庫にあったセントレジャー（St Leger）の有名な缶の一つに、バタースコッチの調理法が書かれてある折りたたまれた紙を発見し、バタースコッチは復活した。

## バタースコッチを使用した食品
- チェルシー・バタースカッチ（明治、終売）
- ヴェルタース オリジナル（森永製菓）